# 安东尼·西尼苏卡·金廷
安东尼·西尼苏卡·金廷（1996年10月20日—），通常簡稱為安東尼·金廷、A·S·金廷，通稱金廷，暱稱Badminton's giantkiller，印度尼西亞男子羽毛球運動員，男子單打最高世界排名第二位。

## 羽球生涯
2014年4月，安东尼·金廷代表印尼隊出戰马来西亚亚罗士打舉行的世界青年羽毛球錦標賽，在率先進行的混合团体赛中，印尼队以0比3不敌中国队，获得团体赛亚军；而在個人賽事中，安东尼·金廷則在準決賽以0比2（19-21、15-21）不敌中国的石宇奇，最後僅奪季軍。
2014年年中，安东尼·金廷代表印尼队参加在中国南京举行的第二届世界青年奥林匹克运动会羽毛球比赛，他在八强中以2比1击退日本选手常山幹太，又在半决赛中以1比2不敌中国选手林贵埔，最後赢得铜牌。

### 2015年
2015年，安东尼·金廷代表印尼參加东南亚運動會，並助印尼队在準決賽以3比2力克马来西亚国家羽毛球队。决赛中，又帮助印尼队以总比分3-2击退泰国国家羽毛球队，夺得团体赛金牌。同年年底，他又參加2015年香港羽毛球超級賽，在首圈先以局數 2:1（21-18 、17-21、21-19）淘汰香港的選手魏楠。在次圈以局數 2:0（21-7 、21-15）横扫赛会4号种子日本的桃田賢斗，進入八強賽事。在八強的賽事中，他以2:0（21-14 、21-14）轻取日本的坂井一將晉級，可惜在四強便以1比2（21-18、11-21、6-21）不敵中國的選手田厚威，最終四強止步。

### 2016年

#### 首次出战汤杯
2016年5月，安东尼·西尼苏卡·金廷入選印度尼西亚国家羽毛球队的大名单，以第三单打身份出战2016年湯姆斯盃。在小组赛中，他表现出色以2胜0负的佳绩，分别战胜了泰国的阿杜拉奇·南库、印度的塞·帕拉内斯·巴米迪帕提，帮助印度尼西亚国家羽毛球队以第一名出线。在半準決賽，安东尼·西尼苏卡·金廷没有被安排上阵而是由队友伊赫桑·毛拉纳·穆斯托法出战，随着队友们的努力下，挺进四场。在準決賽，他替团队拿下第二分单打，以2比0（21-18、21-18）力挫韩国的李東根，随后印尼第二双打赢得了比赛球隊也顺利闯进决赛。最终，印尼以总比分2:3不敌丹麦国家羽毛球队，屈居亚军。

#### 再度闖超級系列準決賽
2016年6月，安东尼·西尼苏卡·金廷出戰澳洲羽毛球超級賽，首圈以2比0（21-8、21-12）强势横扫赛会7号种子中華台北的周天成。次圈，激战三局以2比1（11-21、21-7、21-19）力克印度的萨米尔·维尔马。在八强中，以2-0（21-14、21-17）拿下赛会头号种子中国的谌龙。在準决赛中，以1-2（19-21、21-16、19-21）惜败于韩国新星的全奕陳。值得一提的是他以个人亮眼的表现，再次闯入四强的佳绩并且还在比赛中战胜了台灣一哥和中国一哥，让外界期待这位印尼小将成为前印尼名将陶菲克的接班人。

### 2017年

#### 四站止步四强
2017年1月，安东尼·金廷出戰馬來西亞羽毛球大師賽，在男單準决赛以0比2（18-21、15-21）不敌赛会头号种子香港的伍家朗，无缘决赛。同年2月，他又出戰泰國羽毛球大師賽，在男單準决赛中激战三局以1比2（21-16、18-21、14-21）惜败师兄汤米·苏吉亚托，无法闯入决赛。同年3月，他再度出戰瑞士羽毛球黃金大獎賽，在男單準决赛以0比2（17-21、17-21）不敌赛会头号种子中国的林丹，连续三次无缘决赛。紧接着他再次出戰新加坡羽毛球超級賽，并且又一次打进四强，但很快地以0比2 （13-21、14-21）不敌印度的新一哥斯里坎特·基达姆比，这也是距离他夺得首个成年赛冠军的最接近一步。

#### 世锦赛
2017年8月，安东尼·金廷參加蘇格蘭格拉斯哥舉行的世界羽毛球錦標賽，出戰男子單打項目。他在首圈以2-0擊敗波蘭選手马特乌什·杜博夫斯基晉級，但在第二圈就以0比2（21-14、18-21、19-21）不敵15號種子、印度的塞·帕拉内斯·B出局。

#### 双雄包揽冠亚
同年年低9月，安东尼·西尼苏卡·金廷出戰韓國羽毛球超級賽，首圈以2比1（21-8、16-21、21-11）淘汰了韩国的李東根。次圈，以2比0 （21-18、21-18）力克赛会6号种子、香港的伍家朗。在八强中，以2-0 （21-19、21-13）横扫日本新秀的西本拳太。在準决赛中，以2-1（16-21、21-18、21-13）击败了赛会头号种子、世界第一韩国的孫完虎，携手队友一同直闯决赛并且提前为印尼单打包揽冠亚军。在决赛中，迎战队友乔纳坦·克里斯蒂以2比1 （21-13、19-21、22-20）拿下最后一分赢得首个超级赛冠军。同时，俩人都是印尼单打的新一代绝对主力，这次的会师让人看到印尼单打有非常强大的实力。

### 2018年

#### 本土首冠
2018年1月，安东尼·西尼苏卡·金廷出戰印尼羽毛球大師賽，首圈以2比0（21-17、21-8）轻取香港的黃永棋。次圈，以2比0 （21-11、21-14）横扫泰国的坎塔蓬·旺差伦。在八强中，以2-1 （21-11、16-21、21-18）再度拿下赛会三号种子中国的谌龙。在準决赛中，以2-1（21-16、13-21、21-12）击败了中華台北的周天成。决赛中，以2比0 （21-13、21-12）完胜日本的坂井一將，夺得首个开门红。

## 主要比賽成績
只列出曾進入準決賽的國際賽事成績：
| 年份   | 賽事                         | 公開賽級別 | 項目     | 成績   |
| ------ | ---------------------------- | ---------- | -------- | ------ |
| 2014年 | 世界青年羽毛球錦標賽         | 其他       | 混合團體 | 亞軍   |
| 2014年 | 世界青年羽毛球錦標賽         | 其他       | 男子單打 | 季軍   |
| 2014年 | 青年奧林匹克運動會羽毛球比賽 | 其他       | 男子單打 | 銅牌   |
| 2014年 | 巴林羽毛球國際挑戰賽         | 國際挑戰賽 | 男子單打 | 準決賽 |
| 2015年 | 東南亞運動會羽毛球比賽       | 其他       | 男子團體 | 金牌   |
| 2015年 | 越南羽毛球大獎賽             | 大獎賽     | 男子單打 | 準決賽 |
| 2015年 | 香港羽毛球超級賽             | 超級賽     | 男子單打 | 準決賽 |
| 2015年 | 印尼羽毛球大師賽             | 黃金大獎賽 | 男子單打 | 準決賽 |
| 2016年 | 亞洲羽毛球團體錦標賽         | 其他       | 男子團體 | 冠軍   |
| 2016年 | 湯姆斯盃                     | 其他       | 男子團體 | 亞軍   |
| 2016年 | 澳洲羽毛球超級賽             | 超級賽     | 男子單打 | 準決賽 |
| 2017年 | 馬來西亞羽毛球大師賽         | 黃金大獎賽 | 男子單打 | 準決賽 |
| 2017年 | 泰國羽毛球大師賽             | 黃金大獎賽 | 男子單打 | 準決賽 |
| 2017年 | 瑞士羽毛球黃金大獎賽         | 黃金大獎賽 | 男子單打 | 準決賽 |
| 2017年 | 新加坡羽毛球超級賽           | 超級賽     | 男子單打 | 準決賽 |
| 2017年 | 韓國羽毛球超級賽             | 超級賽     | 男子單打 | 冠軍   |
| 2018年 | 印尼羽毛球大師賽             | 超級500賽  | 男子單打 | 冠軍   |
| 2018年 | 亞洲羽毛球團體錦標賽         | 其他       | 男子團體 | 冠軍   |
| 2018年 | 湯姆斯盃                     | 其他       | 男子團體 | 銅牌   |
| 2018年 | 亞洲運動會羽毛球比賽         | 其他       | 男子團體 | 银牌   |
| 2018年 | 亞洲運動會羽毛球比賽         | 其他       | 男子單打 | 銅牌   |
| 2018年 | 中國羽毛球公開賽             | 超級1000賽 | 男子單打 | 冠軍   |
| 2019年 | 瑞士羽毛球公開賽             | 超級300賽  | 男子單打 | 準決賽 |
| 2019年 | 新加坡羽毛球公開賽           | 超級500賽  | 男子單打 | 亞軍   |
| 2019年 | 蘇迪曼盃                     | 其他       | 混合團體 | 季軍   |
| 2019年 | 澳洲羽毛球公開賽             | 超級300賽  | 男子單打 | 亞軍   |
| 2019年 | 中國羽毛球公開賽             | 超級1000賽 | 男子單打 | 亞軍   |
| 2019年 | 法國羽毛球公開賽             | 超級750賽  | 男子單打 | 準決賽 |
| 2019年 | 香港羽毛球公開賽             | 超級500賽  | 男子單打 | 亞軍   |
| 2019年 | 東南亞運動會羽球比賽         | 其他       | 男子團體 | 金牌   |
| 2019年 | 世界羽聯世界巡迴賽總決賽     | 總決賽     | 男子單打 | 亞軍   |
| 2020年 | 印尼羽毛球大師賽             | 超級500賽  | 男子單打 | 冠軍   |
| 2020年 | 亞洲羽毛球團體錦標賽         | 其他       | 男子團體 | 冠軍   |
| 2020年 | YONEX泰國羽毛球公開賽        | 超級1000賽 | 男子單打 | 準決賽 |
| 2021年 | 夏季奧林匹克運動會羽毛球比賽 | 其他       | 男子單打 | 銅牌   |
| 2021年 | 湯姆斯盃                     | 其他       | 男子團體 | 冠軍   |
| 2022年 | 瑞士羽毛球公開賽             | 超級300賽  | 男子單打 | 準決賽 |
| 2022年 | 湯姆斯盃                     | 其他       | 男子團體 | 亞軍   |
| 2022年 | 印尼羽毛球大师赛             | 超級500賽  | 男子單打 | 準決賽 |
| 2022年 | 新加坡羽毛球公開賽           | 超級500賽  | 男子單打 | 冠軍   |
| 2022年 | 海洛羽球公開賽               | 超級300賽  | 男子單打 | 冠軍   |
| 2022年 | 世界羽聯世界巡迴賽總決賽     | 總決賽     | 男子單打 | 亞軍   |
| 2023年 | 印度羽毛球公開賽             | 超級750賽  | 男子單打 | 準決賽 |
| 2023年 | 亞洲羽毛球錦標賽             | 其他       | 男子單打 | 冠軍   |
| 2023年 | 新加坡羽毛球公開賽           | 超級750賽  | 男子單打 | 冠軍   |
| 2023年 | 印尼羽毛球公開賽             | 超級1000賽 | 男子單打 | 亞軍   |
| 2023年 | 香港羽毛球公開賽             | 超級500賽  | 男子單打 | 準決賽 |
| 2024年 | 印尼羽毛球大師賽             | 超級500賽  | 男子單打 | 準決賽 |
| 2024年 | 全英羽毛球公開賽             | 超級1000賽 | 男子單打 | 亞軍   |
| 2024年 | 汤姆斯盃                     | 其他       | 男子團體 | 亞軍   |
| 2024年 | 香港羽毛球公開賽             | 超級500賽  | 男子單打 | 準決賽 |

| 2007-2017年 | 首要超級賽 | 超級賽 | 黃金大獎賽 | 大獎賽 | 國際挑戰賽 | 國際系列賽 | 未來系列賽 | 其他 |

| 2018-2026年 | 總決賽 | 超級1000賽 | 超級750賽 | 超級500賽 | 超級300賽 | 超級100賽 | 國際挑戰賽 | 國際系列賽 | 未來系列賽 | 其他 |

### 奧運會和世錦賽參賽紀錄
|          | 2017 | 2018 | 2019 | 2020 | 2021  | 2022 | 2023  | 2024       |
| -------- | ---- | ---- | ---- | ---- | ----- | ---- | ----- | ---------- |
| 男子單打 | 32強 | 32強 | 16強 | 銅牌 | 64強1 | 8強  | 64強1 | 小組第二名 |

- ^  注解1：退賽

### 世界冠軍頭銜
安东尼·西尼苏卡·金廷在羽毛球生涯中共奪得1項羽毛球世界冠軍頭銜。
| 賽事     | 奪冠次數 | 年份               |
| -------- | -------- | ------------------ |
| 湯姆斯盃 | 1        | 2020年（男子團體） |
| 總計     | 1        |                    |

## 主要對賽紀錄
安东尼·西尼苏卡·金廷與與主要對手的對賽成績如下（只列出對賽五次或以上對手，僅包括影響世界排名積分的賽事，截至2025年3月6日）：
| 對手                   | 對賽次數 | 對賽結果 | 對賽結果 | 總計 |
| 對手                   | 對賽次數 | 勝       | 負       | 總計 |
| ---------------------- | -------- | -------- | -------- | ---- |
| 喬納坦·克里斯蒂        | 7        | 3        | 4        | -1   |
| 汤米·苏吉亚托          | 6        | 3        | 3        | 0    |
| 西本拳太               | 13       | 8        | 5        | +3   |
| 常山幹太               | 5        | 3        | 2        | +1   |
| 武下利一（退役）       | 5        | 2        | 3        | -1   |
| 桃田賢斗               | 16       | 5        | 11       | -6   |
| 谌龙（退役）           | 13       | 8        | 5        | +3   |
| 黃宇翔                 | 5        | 4        | 1        | +3   |
| 林丹（退役）           | 5        | 2        | 3        | -1   |
| 石宇奇                 | 12       | 3        | 9        | -6   |
| 陸光祖                 | 7        | 5        | 3        | +3   |
| 安德斯·安東森          | 5        | 4        | 1        | +3   |
| 安賽龍                 | 19       | 5        | 14       | -9   |
| 简·奥·约根森           | 6        | 2        | 4        | -2   |
| 黃永棋                 | 5        | 2        | 3        | -1   |
| 伍家朗                 | 12       | 5        | 7        | -2   |
| 卡夏普·帕魯帕利        | 8        | 8        | 0        | +7   |
| 塞·帕拉内斯·巴米迪帕提 | 7        | 4        | 3        | +1   |
| 斯里坎特·基达姆比      | 5        | 3        | 2        | +1   |
| 李梓嘉                 | 6        | 5        | 1        | +4   |
| 王子维                 | 7        | 5        | 2        | +3   |
| 周天成                 | 13       | 7        | 6        | +1   |
| 科希特·佩尔帕达布      | 5        | 4        | 1        | +3   |
| 坎塔蓬·旺差伦          | 7        | 4        | 3        | -1   |
| 昆拉武特·威提讪        | 7        | 4        | 3        | -1   |

## 外部連結
- 安东尼·西尼苏卡·金廷在BWFBadminton.com（英语）
- 安东尼·西尼苏卡·金廷在BWF.TournamentSoftware.com（英语）
- 安东尼·西尼苏卡·金廷在Olympics.com（英语）
- 安东尼·西尼苏卡·金廷在Olympedia（英语）
- 安东尼·西尼苏卡·金廷在Flashscore（英语）
- 安东尼·西尼苏卡·金廷的Instagram帳戶